# Оліготрофне озеро
Оліготро́фне о́зеро — озеро з невеликим вмістом поживних речовин, мінеральних солей та планктону. Відзначається великою прозорістю води, значним вмістом кисню. Це, зазвичай, велика, глибока водойма або високогірне післяльодовикове озеро. 
В Україні до оліготрофних озер належать гірські озера Карпат (Липовецьке озеро, Синевир тощо) і карстові озера Волині (Озеро Святе та інші). 
З часом оліготрофне озеро може перетворюватись на евтрофне озеро.